# Matthew Riccitello
Matthew Riccitello (Tucson, 5 maart 2002), is een Amerikaans wielrenner die anno 2023 rijdt voor Israel-Premier Tech.

## Carrière
Toen Riccitello zo'n 14 jaar was begon hij deel te nemen aan wielerwedstrijden in het amateurcircuit. Op Canadese bodem won hij in 2019 het jongerenklassement van de Ronde van Abitibi. Na in 2020 geen koersen te hebben gereden tekende hij in 2021 een contract bij de opleidingsploeg Hagens Berman Axeon. Namens deze ploeg won hij in 2022 het algemeen klassement van de Istrian Spring Trophy. Per 1 augustus van 2022 mocht hij stage lopen bij Israel-Premier Tech. Wat hem een contract opleverde. Namens deze ploeg maakte hij in 2023 zijn debuut in een Grote Ronde, dit was in de Ronde van Italië.

## Overwinningen
2019
Jongerenklassement Ronde van Abitibi
2022
Eindklassement Istrian Spring Trophy
2023
Jongerenklassement Ronde van San Juan
7e etappe (deel A) Ronde van de Toekomst (tijdrit)
2024
Jongerenklassement Sibiu Cycling Tour
2025
2e etappe Sibiu Cycling Tour
Eind- en bergklassement Sibiu Cycling Tour

## Resultaten in voornaamste wedstrijden
| Jaar | Ronde van Italië | Ronde van Frankrijk | Ronde van Spanje |
| ---- | ---------------- | ------------------- | ---------------- |
| 2023 | 56e              |                     |                  |
| 2024 |                  |                     | 30e              |

| Jaar | Clásica San Sebastián |
| ---- | --------------------- |
| 2023 |                       |
| 2024 | 84e                   |

#### Resultaten in kleinere rondes
| Jaar | UAE Tour | Ronde van Catalonië | Ronde van Zwitserland |
| ---- | -------- | ------------------- | --------------------- |
| 2024 | 12e      | opgave              | 5e                    |
| 2025 | 17e      | 11e                 | 11e                   |

## Ploegen
- 2021 –  Hagens Berman Axeon
- 2022 –  Hagens Berman Axeon
- 2022 –  Israel-Premier Tech (per 01 augustus)
- 2023 –  Israel-Premier Tech
- 2024 –  Israel-Premier Tech
- 2025 –  Israel-Premier Tech

Barbier · Berwick · Bevin · Biermans · Boivin · Brändle · Cataford · Clarke · De Marchi · Dowsett · Einhorn · Froome · Fuglsang · Goldstein · Hagen · Hermans · Hollenstein · Houle · Impey · Jones · Neilands · Niv · Nizzolo · Piccoli · Sagiv (tot 3/8) · Strong · Teuns (vanaf 5/8) · Van Asbroeck · Vanmarcke · Woods · Würtz Schmidt · Zabel · Riccitello (stagiair)
Berwick · Boivin · Clarke · Einhorn · Frigo · Froome · Fuglsang · Gee · Goldstein · Hermans · Hollenstein · Hollyman · Houle · Impey · Jones · Neilands · Nizzolo · Pozzovivo (vanaf 6/3) · Reynders · Riccitello · Sagiv · Schultz · Strong · Teuns · Van Asbroeck · Vanmarcke (tot 7/7) · Williams · Woods · Würtz Schmidt · Zabel · Gilmore (stagiair) · Sheehan (stagiair)
Ackermann · Bennett · Blackmore (vanaf 3/5) · Boivin · Clarke · Einhorn · Frigo · Froome · Fuglsang · Gee · Hofstetter · Hollyman · Houle · Kogut · Neilands · Pickrell · Raisberg · Riccitello · Sagiv · Schultz · Schwarzmann · Sheehan · Stewart · Strong · Teuns · Van Asbroeck · Vernon · Williams · Woods · Würtz Schmidt · Zabel (tot 2/5) · Brown (stagiair)